# Museo Olímpico de Seúl
El Museo Olímpico de Seúl es un museo dedicado al movimiento olímpico y a los Juegos Olímpicos de Verano de 1988 celebrados en Corea del Sur. Está ubicado en Seúl y se inauguró en 1990. Fue cerrado temporalmente en julio de 2018 debido a una remodelación y está programado para reabrir en septiembre de 2022. 